# 福田健
福田 健（ふくだ たけし）は日本の起業家、作家、コンサルタント。株式会社話し方研究所会長。

## 人物
1967年に言論科学振興協会の話し方運動に参加、1983年以後、CNS話し方研究所を主宰、話し方・聞き方を軸に、講演、執筆活動に従事している。

## 経歴
- 1961年　中央大学法学部を卒業。大和運輸入社。
- 1967年　言論科学振興協会に入所、指導部長、理事などを務める。
- 1983年 株式会社「話し方研究所」を設立。
- 2004年　同社会長に就任。

## 著作物
- 会社での「話し方」「聞き方」絶対ルール / 経済界 朝日新聞出版
- ＮＯがＹＥＳに変わる魔法の「話し方」 / 経済界 ＰＨＰ研究所
- 認められるには「話し方」を変えなさい / 経済界 李白社
- 新入社員は「話し方」でグングン伸びる / 経済界 祥伝社
- 職場は「話し方」で9割変わる / 経済界 経済界
- きれいな敬語の使い方・話し方 会話、メール、手紙での敬語のすべて！基本がすぐわかるマナーＢＯＯＫＳ / 経済界 主婦の友社
- ほめて成功する53の法則---人間関係がうまくいく / 経済界 河出書房新社
- 男と女は話し方で絶対変わる 朝日新聞出版 / 福田 健
- 5分で身につく!部下が育つ「話し方」 / 経済界 日経BP社
- どんなときでも誰とでも!気まずくならない女性の話し方 / 経済界 大和書房
- 「頼めない」「断れない」人が必ずうまくいく話し方 / 経済界 大和出版
- 失敗をチャンスに変える「話し方」 / 経済界 経済界
- 仕事がみるみるうまくいく魔法の「話し方 / 経済界 PHP研究所
- 子供は「話し方」で9割変わる / 経済界 経済界
- 「話し方」で仕事力は３倍上がる！ / 経済界 ベストセラーズ
- なぜか人に好かれる話し方 プラチナＢＯＯＫＳ / 経済界 主婦と生活社
- 伝わる！話し方 図解 「言いたいこと」「言いにくいこと」…本音を相手に届けるコツ / ＰＨＰ研究所
- こんな簡単な話が、なぜ通じないのか！ / アールズ出版
- 敬語でゼッタイ恥をかかない本 〈ムック〉の本どんな状況でも即対応できる！ / ロングセラーズ
- 話し方でゼッタイ恥をかかない本―人間関係に自信がつく! (ムックの本)/  ロングセラーズ
- プレゼンの上手な話し方 / ダイヤモンド社
- ユーモア話術の本 / 三笠書房
- 「ほめる力」がすべてを決める！ / PHP研究所
- DVD「話す力」と「聞く技術」で人生は変わる / 西東社
- 必ずYESといわせる「話し方」 / ベストセラーズ / 福田健 著
- 女性は「話し方」で9割変わる / 経済界
- 新版 上手な「聞き方・話し方」の技術 / ダイヤモンド社
- 人を出し抜く堂々話術 / 主婦の友社
- 人間関係が10倍よくなる「聞く技術」/ 角川・エス・エス・コミュニケーションズ
- 図解「場の空気」が読める人、読めない人/ PHP研究所
- その話し方では若者は動きません / 青春出版
- 話し方の品格 / 経済界
- 100%運のいい人の話し方 / ビジネス社
- 好感度が300％UPする謝り方 / 経済界
- あなたの「話し方」がダメな理由 / 経済界
- 「場の空気」が読める人、読めない人 / PHP研究所
- 人は「話し方」で9割変わる / 経済界
- なぜ人は話をちゃんと聞かないのか？ / 明拓出版
- 頭のいい人は質問が上手い / 経済界
- 上手な聞き方･話し方の技術 / ダイヤモンド社
- 心をひきつける気のきいた話し方75 / 三笠書房
- 気のきいた朝礼とスピーチの話材 / 日本実業出版社
- ユーモア話術の本 / 三笠書房
- 人を動かす説得コミュニケーションの原則 / ダイヤモンド社
- 言いにくいことをうまく伝える交渉術 / 青春出版社
- 相手の頼みをスマートに断わる法 / セルバ出版
- 当たり前の一言が言える人、言えない人 / 文香社
- コミュニケーション･センス / 文香社

| スタブアイコン | サブスタブ | この項目は、まだ閲覧者の調べものの参照としては役立たない、人物に関連した書きかけの項目です。この項目を加筆・訂正などしてくださる協力者を求めています（P:人物伝/PJ:人物伝）。 |